# Cederhout
Wat als cederhout op de markt verschijnt kan van een aantal tamelijk verschillende bomen stammen.

## Dennenfamilie

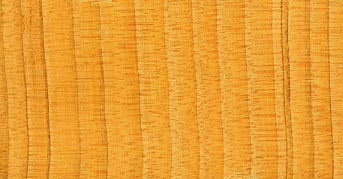
Cedrus hout

Het geslacht Ceder (Cedrus) in de Dennenfamilie (Pinaceae) omvat de 'echte' ceders. Alle soorten, zoals de Himalayaceder (Cedrus deodara), kunnen hout van hoge kwaliteit leveren.
Het bekendste hout is dat van de libanonceder (Cedrus libani), met name omdat dat sinds vele eeuwen in het middenoosten een gewilde houtsoort is die bijvoorbeeld in de Bijbel genoemd wordt. Handel in Cedrus libani-hout is er weinig omdat die boomsoort door eeuwenlange overexploitatie zeldzaam geworden is en tegen kap beschermd moet worden.

## Cipresfamilie
De leden van de Cipresfamilie (Cupressaceae) zijn naaldbomen. Een heel aantal soorten levert hout dat als "ceder" verhandeld wordt.
Het old growth-hout van de reuzenlevensboom (Thuja plicata) wordt bijvoorbeeld verhandeld onder de Amerikaanse naam western redcedar.

## Loofhoutceder

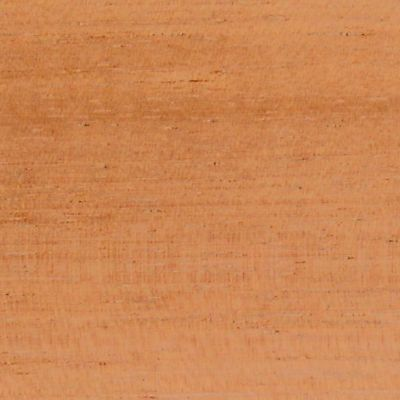
Cedrela

Hier hoort ook het hout van de loofboom Cedrela odorata dat in Suriname soms gewoon ceder genoemd wordt, maar in Nederland en Vlaanderen bekend staat als Cedrela/ceder, samen met andere Cedrela-soorten en ook Toona-soorten. Deze tropische houtsoort is in 2020 vrij zeldzaam op de markt. Dit hout is gewild.
Suriname is een leverancier:
| Jaar           | 2014 | 2015 | 2016 |
| -------------- | ---- | ---- | ---- |
| Rondhout in m3 | 359  | 666  | 451  |

Het kernhout is vrij uniform lichtrose tot roodachtig bruin van kleur. De kleur neigt ernaar donkerder te worden met de leeftijd. Er kunnen her en der plekken zijn met natuurlijke oliën of hars. Het is vrij zacht en licht hout. De Janka-hardheid is 2.670N, de elasticiteitsmodulus 9,12 GPa, de brekingsmodulus 70,8MPa. De volumieke massa van gedroogd hout is 470 kg/m3.
Het hout is duurzaam tot tamelijk duurzaam en weerstaat termieten. Hout dat in het wild gekapt is, is gewoonlijk duurzamer dan hout dat van aangeplante bossen komt. Het hout heeft een heel duidelijke cedergeur en was daardoor de favoriete houtsoort voor sigarenkistjes. De geur van het hout weert insecten af en kasten van cederhout zijn daarom zeer geschikt voor de opslag van kleding.
Het wordt gebruikt voor fineer, muziekinstrumenten (gitaar) en botenbouw. Het hout verspreidt de eerste paar dagen een uiengeur, maar die verdwijnt spoedig.
Ook deze houtsoort is onderworpen aan uitvoerbeperkingen. Het staat op the CITES III-lijst voor Brazilië, Bolivia, Colombia, Guatemala en Peru. De soort wordt op de rode lijst van de IUCN als kwetsbaar aangemerkt.